# Miguel de Andrea
Miguel de los Santos de Andrea (Navarro, province de Buenos Aires, 1877 - Buenos Aires, 1960) était un prélat catholique argentin. Il fut évêque titulaire de Temnus (de) et évêque auxiliaire de Buenos Aires.
Il s’engagea dans l’action politico-sociale et mit sur pied diverses organisations catholiques qu’il voulait dans la droite ligne des encycliques du pape Léon XIII. Il fonda ainsi notamment la Ligue sociale argentine, dont les membres professaient des idées fascistes, et prit la tête en 1919 de l’Unión Popular Católica Argentina, réunissant toutes les organisations sociales catholiques d’Argentine. Il exposa dans un manifeste les principes fondamentaux du social-christianisme, doctrine qui était conforme aux vœux du Saint Siège et que De Andrea prit soin de distinguer de la social-démocratie et, plus tard, de la mouture péroniste du catholicisme social. Il fut le promoteur en Argentine du national-catholicisme, sous-tendu par ses sympathies, explicitement exprimées, pour le fascisme italien, par son antisémitisme (avec sa vision du complot juif), par ses conceptions corporatistes et par son anti-intellectualisme. À la fin de la décennie 1910, alors que forces de répression et ouvriers grévistes s’affrontaient violemment à Buenos Aires (dans le cadre de la Semaine tragique de janvier 1919), il fut, avec d’autres personnalités en vue, à l’origine de la Ligue patriotique argentine, à la fois groupe paramilitaire d’appoint (au service du patronat dans les conflits sociaux) et réseau d’action sociale anticommuniste, principal perpétrateur en janvier 1919 de l’unique pogrom en Amérique latine. Après la guerre, il se rangea à la démocratie chrétienne. Il participa en 1910 à une tentative (infructueuse) de fonder une université catholique à Buenos Aires.

## Biographie

### Ordination et engagement politique et social
Miguel de Andrea, fils de parents italiens catholiques, naquit en 1877 à Navarro, dans la province de Buenos Aires. Il était le deuxième né d’une fratrie de sept enfants.
À l’âge de onze ans, se pliant à sa vocation sacerdotale, il s’inscrivit au Séminaire de Buenos Aires et fut ordonné prêtre en décembre 1899 par l’évêque de La Plata, don Juan N. Terrero, au Collège Pío Latino americano.
En application des enseignements du pape Léon XIII, diffusés par la voie des encycliques Rerum Novarum, de 1891, traitant de la question sociale, et Graves de communi re, de 1901, sur la conception correcte de la démocratie chrétienne en tant que constitutive du social-christianisme (et en cela distincte de la social-démocratie), le père allemand Federico Grote fonda d’une part en 1892 les Cercles ouvriers catholiques (en espagnol Círculos Católicos de Obreros, en abrégé COC), dont le président était en 1893 Santiago Gregorio O'Farrell, et d’autre part en 1902 la Ligue démocratique chrétienne, dont le premier manifeste (Primer Manifiesto de la Liga Democrática Cristiana) exposait les principes de base du social-christianisme.
En 1900, dans l’église paroissiale de son village natal, le jeune prêtre Miguel de Andrea prononça son premier sermon, devant un auditoire composé de sa propre parentèle et d’amis. La même année, il fut désigné pro-secrétaire du diocèse de Buenos Aires, puis, deux ans plus tard, chapelain du monastère de Sainte-Catherine-de-Sienne à Buenos Aires. En 1904, il devint le secrétaire privé de l’archevêque Mariano Antonio Espinosa, et fut nommé en 1912 curé recteur de l’église Saint-Michel-Archange, l’église traditionnelle et historique de Buenos Aires, de laquelle il restera le curé jusqu’à sa mort. Cette même année encore, il fut désigné directeur des Círculos de Obreros Católicos, en remplacement de leur fondateur, Federico Grote.
Pendant cette décennie, alors que des doctrines anarchistes en provenance d’Italie et d’Espagne commençaient à se propager en Argentine, il cofonda la Ligue sociale argentine, groupe dont les membres adhéraient aux idées fascistes et dont l’objectif était de lutter contre le modernisme et contre les tendances considérées subversives. En furent des membres actifs Alejandro Bunge et Atilio Dell'Oro Maini, qui auront des responsabilités ministérielles sous la dictature d’Aramburu, et dont les ennemis, tels que désignés par leurs organes de presse, étaient les juifs, les libéraux et les francs-maçons,. 
En 1910, une tentative fut entreprise de créer à Buenos Aires une université catholique, cependant ce ne fut que deux ans après sa fondation que commença à fonctionner son unique faculté, celle de droit. Luis Duprat fut désigné recteur, et le Conseil supérieur se composait des docteurs Joaquín Cullen, Emilio Lamarca et Ángel Pizarro, entre autres. Le second et ultime recteur ― il n’y en eut que deux ― fut monseigneur De Andrea. Toutefois, faute de reconnaissance des titres qu’elle délivrait — l’État argentin n’admettant alors en effet que des universités officielles non confessionnelles — l’institution ne connut qu’une vie éphémère, et dut fermer ses portes en 1922. Les Cursos de Cultura Católica, préfiguration de l’université Pontificale de Buenos Aires finalement fondée en 1958, prirent le relais de cette première université catholique en 1922.
De Andrea, à l’occasion de l’ouverture de l’année universitaire 1919, déclara :

« Les temps sont révolus où le chrétien pouvait oublier toute action et se délecter dans la science pour la science. Notre mot d’ordre, à l’heure présente, doit être la science pour l’action. Cela [...] nous démontre la finalité supérieure qui doit nous motiver, l’intention éminemment sociale qui nous guide. »

Dans les années 1920, les organisations du laïcat qui, dirigées par Miguel De Andrea, s’étaient jusque-là maintenues indépendantes de la hiérarchie de l’Église, furent requises de s’intégrer dans une structure globale, ou de se dissoudre.
Son expérience du terrain social et son entregent dans les groupes économiquement dominants déterminèrent sa désignation en 1919 à la tête de l’Unión Popular Católica Argentina, qui répondait aux directives du Saint Siège, et où il s’appliqua à mettre en place un modèle d’activité sociale centralisée, regroupant toutes les associations sociales catholiques existantes – hormis les COC –, et où notamment il organisa et impulsa une grande collecte nationale propre à recueillir des donations en vue de construire des logements bon marché, des cités ouvrières et des bâtiments destinés à l’action sociale.

### Semaine tragiqueet décennies 1920 et 1930

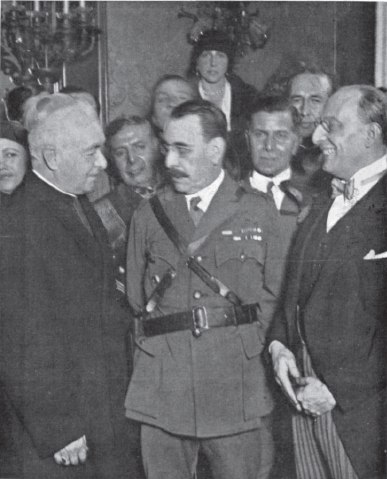
De Andrea aux côtés du dictateur José Félix Uriburu.

En 1919, Benoît XV nomma De Andrea protonotaire apostolique, et en 1920 évêque titulaire de Temnus (de), fonction dont il fut investi dans la cathédrale métropolitaine de Buenos Aires par Alberto Vassallo di Torregrossa avec comme co-consécrateurs Juan Nepomuceno Terrero (es) et Francisco Alberti (es). 
De Andrea s’embarqua pour l’Europe et arriva sur le vieux continent en janvier 1922. Lorsqu’il se rendit en Espagne en 1923, son nom figurait en tête de la liste de trois candidats proposée par le sénat argentin pour l’archidiocèse de Buenos Aires. Ce nonobstant, il fut désigné Ministre plénipotentiaire du gouvernement argentin auprès du Saint Siège.
En janvier 1919, pendant les événements de la Semaine tragique, c’est-à-dire la semaine du 8 au 17 janvier 1919, où une grève ouvrière dégénéra en affrontements sanglants, il eut une part importante dans la mise sur pied du groupe paramilitaire de droite Ligue patriotique argentine, aux côtés de Joaquín Samuel de Anchorena, de Dardo Rocha, du général Luis Dellepiane, d’Estanislao Zeballos, de Luis Agote, de Francisco P. Moreno, d’Ángel Gallardo, de Jorge Mitre, de Carlos Tornquist, de monseigneur Napal, de Miguel Martínez de Hoz, et de Julio A. Roca (fils). En effet, il fut à l’initiative, conjointement avec d’autres personnalités réunies au Centro Naval, de la proposition d’écraser la conspiration judéo-maximaliste supposément à l’origine de la grève déclenchée en décembre 1918, et le 10 janvier, encouragé par De Andrea et Domecq García, un groupe de jeunes catholiques nationalistes armés, groupe nommé Defensores del Orden (Défenseurs de l’ordre), embryon de la Ligue patriotique argentine, auquel monseigneur Miguel De Andrea s’adressa dans ses homélies et qui s’était donné pour tâche de « faire la chasse » aux agitateurs, partit du Centro Naval pour accomplir, du 10 au 13 janvier 1919, une « croisade antijuive »,. Les actions directes de la Ligue patriotique s’appuyaient sur une base théorico-philosophique fournie principalement par les secteurs les plus réactionnaires de l’Église, dont nommément monseigneur De Andrea, qui lança une campagne expliquant que « le danger gisait dans le fait que les travailleurs et les masses populaires avaient cessé de croire en Dieu, en l’Église et dans le régime », et les évêques Piaggio de Salta et Bustos de Córdoba. Monseigneur De Andrea autorisa les membres des Cercles ouvriers catholiques à s’enrôler dans la Ligue patriotique, qui, comme force parapolicière, s’en prit aux mouvements anarchistes, aux juifs, et aux ouvriers de tendance socialiste ; cependant la violence de la Ligue s’exerça principalement sur les communautés immigrées russe et juive,. La Semaine tragique, dans le cadre de laquelle s’inscrivit l’action violente de la Ligue, se solda par quelque 700 morts et plus de 4000 blessés.
Lorsqu’en novembre 1920, une grève générale de péons ruraux fut déclenchée dans la province de Santa Cruz, événement connu sous la dénomination populaire de Patagonie rebelle, la Ligue prêta main-forte au patronat local acharné à contrecarrer le mouvement de grève, et, en organisant des renforts paramilitaires composés de membres de la Ligue (et appelés brigades), elle apporta son concours aux représailles menées contre les grévistes. La Ligue patriotique joua ainsi un rôle de premier plan dans ce conflit social qui se termina en janvier 1922 sur un bilan de 1500 travailleurs tués.
En juillet 1923, la Ligue patriotique argentine organisa au Teatro Coliseo, près du Círculo Tradición Argentina, les quatre conférences où Leopoldo Lugones jeta ses neuf bases : « Italie vient de nous enseigner, sous l’héroïque réaction fasciste, emmenée par l’admirable Mussolini, quel doit être le chemin à suivre ». De Andrea adhéra à la proclamation et prononça une série de conférences autour des avantages de l’État corporatiste italien instauré par Mussolini. 
Dans les années 1930, De Andrea suivit avec attention le déroulement de la guerre civile espagnole et sympathisa avec les nationalistes, c’est-à-dire avec le camp des auteurs du soulèvement militaire, professant ses sympathies pour le national-catholicisme incarné par Franco. De même, il manifesta une adhésion ouverte et expresse aux idées antilibérales et à la doctrine corporatiste, souvent formellement inspirées du fascisme italien et du régime de Salazar au Portugal.  Sur le plan politique, il était d’opinion que le droit chemin chrétien était de subordonner hiérarchiquement le pouvoir politique au religieux. Pour lui, le gouvernement chrétien idéal se caractérisait par un respect absolu de tout le corps social vis-à-vis des hiérarchies essentielles.
En 1934, il eut un entretien avec le dictateur Benito Mussolini, et pendant la Deuxième Guerre mondiale, changeant alors de camp, il rencontra Franklin Delano Roosevelt, président des États-Unis. 

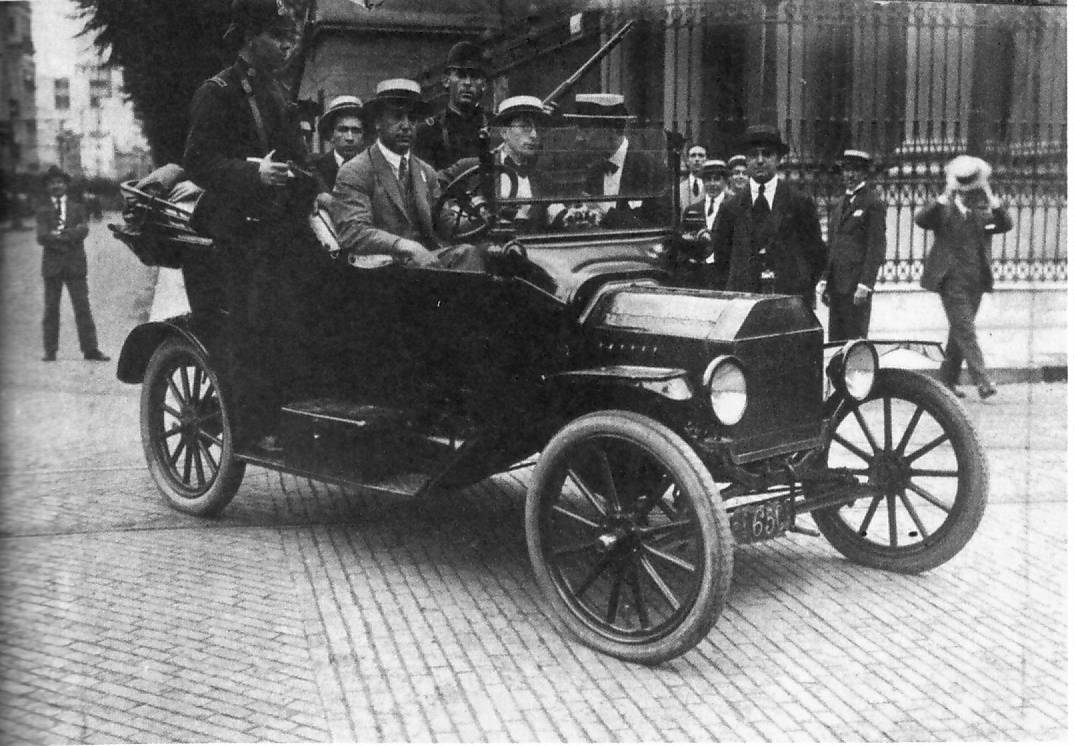
Des membres de la Ligue patriotique argentine parcourant les rues de Buenos Aires. De Andrea joua un rôle fondamental dans la création de la Ligue.

En 1942, De Andrea voyagea pour Washington à l’invitation de la National Catholic Welfare Conference pour y prendre part à l’Assemblée des hauts prélats américains et examiner avec eux les principales questions liées à la guerre mondiale. Ses discours à Chicago, où il fit la distinction entre gouvernement de la force et gouvernement avec force et proposait de concilier des termes antinomiques tels que internationalisme et nationalisme, lui valurent un certain succès international.

### Sous le péronisme
Avec l’entrée sur la scène politique argentine et la rapide ascension de la figure du colonel Juan Perón, lequel proclamait que son projet était inspiré des encycliques sociales-chrétiennes de Léon XIII et de Pie XI, les premiers dignitaires catholiques à s’approcher du remuant secrétariat au Travail et à la Prévoyance, dès qu’eut été pris le décret sur l’enseignement religieux, furent don Emilio Antonio Di Pasquo et De Andrea, qui possédaient en effet déjà de l’expérience dans la diffusion de la doctrine sociale-chrétienne,. Toute la haute hiérarchie de l’Église se rangea massivement, en un soutien tacite, et sans grandes réserves, sous la bannière du nouveau social-christianisme péroniste. Miguel de Andrea fut le seul évêque argentin à refuser de placer sa signature sous la lettre pastorale du 15 novembre 1945, par laquelle le haut clergé donna son appui implicite à la candidature de Perón aux élections de 1946. 
L’année suivante, au Théâtre de l’Opéra de Rosario, De Andrea déclara, citant les paroles d’un cardinal romain : 

« J’ai parlé du programme qui dans ses lignes fondamentales avait déjà été tracé avec sagesse prévoyante par le génie de Léon XIII, lorsqu’il forgea le nom de démocratie chrétienne, ce même programme amplement commenté par le pontife régnant, sa Sainteté Pie XII, dans sa cruciale allocution du 13 juin 1943 adressée à 20 000 ouvriers italiens, qui accueillirent ces augustes paroles avec un authentique enthousiasme et une profonde émotion. Des conceptions si vénérables m’ont rappelé les lointaines années de ma jeunesse, quand, en compagnie de quelques hommes valeureux, je me suis enrôlé sous la bannière de la démocratie chrétienne, autour de laquelle aujourd’hui plus que jamais peuvent s’unir tous les Italiens qui chérissent leur patrie. La consigne de la véritable démocratie ne vise pas tel pays déterminé, mais tous les pays. »

Sous de telles directives, il apparaissait d’emblée impossible que le secteur social-chrétien pût apporter son appui à la nouvelle mouture de christianisme imaginée par Perón.
Dans le même ordre d’idées, De Andrea estimait en avril 1946 : 

« Dans un de mes discours de l’année passée, j’ai fait une affirmation qui a été accueillie avec quelques réserves dans certains secteurs. Elle comportait le rejet de l’ingérence de certain cléricalisme. La Providence a disposé qu’au bout de quelques mois cette affirmation a été solennellement ratifiée, par instance autorisée, lors d’une récente conférence des cardinaux et archevêques de France. Une des conclusions auxquelles ils sont arrivés  s’énonce en ces termes : ‘Si le cléricalisme signifie ingérence du clergé dans la juridiction de l’État, l’Église condamne le cléricalisme’. Pour conclure : toute démocratie peut adopter la formule : ‘Ni laïcisme, ni cléricalisme !’ »

Le 11 juin 1955, durant la procession du Corpus Christi à Buenos Aires, qui suivait le trajet de la cathédrale (sur la place de Mai) au Congrès national, il incita des groupes d’activistes catholiques à endommager les plaques commémoratives d’Eva Perón (vénérée comme une sainte et comme la martyre des pauvres par les péronistes). Sur la hampe du Congrès, les mêmes activistes abaissèrent le drapeau argentin et hissèrent à sa place la bannière pontificale (aux couleurs blanche et jaune). Cependant, ces actions de De Andrea furent désavouées par monseigneur Ferreyra Reinafé de La Rioja et par monseigneur Antonio Caggiano, archevêque de Rosario. 
Le 16 juin 1955, au lendemain du coup d’État avorté contre Perón, le prélat fut incarcéré, comme beaucoup d’autres hauts dignitaires catholiques.

### Dernières années
De Andrea tomba malade en 1959 ; au terme d’un an, sa maladie alla s’aggravant, et le fit succomber le 23 juin 1960, dans la ville de Buenos Aires. Il fut inhumé dans le cimetière de la Recoleta.

## Positionnement politique
L’évêque Miguel de Andrea se déclarait démocrate chrétien. Il joua un rôle de premier plan dans la création en 1919 de la Ligue patriotique argentine, ainsi que d’autres groupements politiques et idéologiques qui firent leur apparition par la suite et qui mettaient tous l’accent sur la nécessité pour les milieux patronaux de concilier leurs positions et de se fédérer face à qu’ils considéraient comme une menace. Vers 1920, un groupe de jeunes laïcs, sous l’égide de l’episcopat, fonda l’institut d’enseignement supérieur Cursos de Cultura Católica (CCC), où De Andrea fit la connaissance de Manuel Vicente Ordóñez ; aux côtés de celui-ci, il mena une campagne contre la laïcité de l’État, qui devait être combattue à travers l’organisation de la société. Tant Ordóñez que De Andrea allaient embrasser les idées du fascisme et, plus tard, du national-catholicisme.
Il contribua au principal organe de presse du fascisme en Argentine, Il Mattino D´Italia, pour lequel écrivaient également Manuel Ordóñez, Leopoldo Lugones, monseigneur Gustavo Franceschi et les frères Rodolfo et Julio Irazusta.
Il fut, dans ses jeunes années, l’un de ceux qui promurent l’idée d’une conspiration juive contre l’Argentine et contre la religion catholique sur son territoire. Les paroles de monseigneur De Andrea furent répétées dans les bulletins paroissiaux et dans les textes scolaires. La maison d’édition ecclésiastique Hermanos de las Escuelas Cristianas distribuait, aux élèves des écoles catholiques, des livres où il était affirmé que les juifs étaient « un élément renfermant en lui un véritable péril moral et économique ». En 1919, il eut un grand rôle dans la création de groupes civils paramilitaires, en particulier Orden Social et Guardia Blanca, qui devenues ensuite la Ligue patriotique argentine et le Comité Pro Argentinidad, créeront des brigades armées sous la bienveillance de la police et de l’armée, et avec l’appui financier de l’Association nationale du travail, organisation patronale présidée par Joaquín Samuel de Anchorena.
Miguel de Andrea postula en 1951 qu’il était nécessaire en Argentine d’« établir une unité doctrinale et pratique autour des principes de base de la démocratie chrétienne », s’interrogeant : « N’est-ce pas cela qui en ce moment rétablit vigoureusement la laborieuse et chrétienne Italie, d’où je viens, et la préserve du communisme ? ». Le Parti démocrate chrétien d’Argentine et l’Action catholique représentaient les bras séculiers de l’Église catholique, encore que celle-ci ne reconnût jamais publiquement ses accointances avec ces organisations,.

## Corrélats
- Ligue patriotique argentine
- Semaine tragique